# Gare de Wavrin
La gare de Wavrin est une gare ferroviaire française de la ligne de Fives à Abbeville, située sur le territoire de la commune de Wavrin dans le département du Nord, en région Hauts-de-France. 
Elle est mise en service en 1867 par la Compagnie du chemin de fer de Lille à Béthune et à Bully-Grenay. C'est une gare de la Société nationale des chemins de fer français (SNCF), desservie par des trains TER Hauts-de-France.

## Situation ferroviaire
Établie à 27 mètres d'altitude, la gare de Wavrin est située au point kilométrique (PK) 15,868 sur la ligne de Fives à Abbeville, entre les gares de Santes et de La Fontaine. Ancienne gare de bifurcation, elle était l'origine de la ligne de Wavrin à Armentières (fermée).

## Histoire
La gare est mise en service le 5 août 1867 par la Société des mines de Béthune, lorsqu'elle ouvre à l'exploitation la section Haubourdin - La Bassée du chemin de fer de Lille à La Bassée.
Le bâtiment voyageurs d’origine est détruit lors de la Première Guerre mondiale.
Le 23 juillet 1959 a lieu l’électrification en 25 Kv 50 Hz de la section Lille Porte des Postes - Don - Sainghin de la ligne Lille - La Bassée.

## Service des voyageurs

### Accueil
Gare SNCF, elle dispose d'un bâtiment voyageurs, avec guichet, ouvert du lundi au vendredi et fermé les samedis, dimanches et jours fériés. Elle est équipée d'automates pour l'achat de titres de transport.
La traversée des voies et le passage d'un quai à l'autre, se fait par le passage à niveau routier.

### Desserte
Wavrin est desservie par des trains TER Hauts-de-France, des lignes C50 et C51, qui effectuent des missions entre les gares de Lille-Flandres et de Béthune, de Saint-Pol-sur-Ternoise ou de Lens.

### Intermodalité
Un abri vélo sécurisé ainsi que des arceaux vélos sont disponibles.
La gare est desservie par la ligne 61 et par les lignes sur réservation 29R et 61R du réseau Ilévia.